# 歓送迎会
歓送迎会（かんそうげいかい）とは、交流会の一種で、学校や企業・官公庁などの組織において交流、親睦の一環として行われる。主に、宴会場・レストランなどを貸し切って行われる。

## 歓迎会
- その名の通り新人（新入生や新規採用者・転入者など）を歓迎するイベントである。
- 自己紹介や新人とベテランの垣根を取るイベントを行う。

## 送別会
- お別れ会とも呼ばれるイベントで、人事異動（転出者・退職者）や卒業の時に行われる。
- 贈る言葉、挨拶、記念品の贈呈、余興、万歳三唱などが行われる。